# Thüringen Ladies Tour 2021
Il Thüringen Ladies Tour 2021, trentatreesima edizione della manifestazione, valido come prova dell'UCI Women's ProSeries 2021, si svolse dal 25 al 30 maggio 2021 su un percorso 671,15 km, suddiviso in 6 tappe, con partenza da Schmölln e arrivo a Gotha, in Turingia. La vittoria fu appannaggio della neerlandese Lucinda Brand, che completò il percorso in 17h53'35", alla media di 37,508 km/h, precedendo la belga Lotte Kopecky e la daneseEmma Norsgaard.
Sul traguardo di Gotha 67 cicliste, su 106 partite da Schmölln, portarono a termine la competizione.

## Tappe
| Tappa  | Data      | Percorso                | km     | Vincitore di tappa | Leader cl. generale |
| ------ | --------- | ----------------------- | ------ | ------------------ | ------------------- |
| 1ª     | 25 maggio | Schmölln > Schmölln     | 87,76  | Emma Norsgaard     | Emma Norsgaard      |
| 2ª     | 26 maggio | Gera > Gera             | 124,1  | Lorena Wiebes      | Emma Norsgaard      |
| 3ª     | 27 maggio | Schleiz > Schleiz       | 116,2  | Lucinda Brand      | Emma Norsgaard      |
| 4ª     | 28 maggio | Dörtendorf > Dörtendorf | 101,74 | Lotte Kopecky      | Lucinda Brand       |
| 5ª     | 29 maggio | Weimar > Weimar         | 143,72 | Lucinda Brand      | Lucinda Brand       |
| 6ª     | 30 maggio | Gotha > Gotha           | 97,63  | Lorena Wiebes      | Lucinda Brand       |
| Totale | Totale    | Totale                  | 671,15 |                    |                     |

## Squadre e corridore partecipanti
Al via 17 formazioni.
| N.    | Cod. | Squadra                            |
| ----- | ---- | ---------------------------------- |
| 1-6   | WNT  | Ceratizit-WNT Pro Cycling Team     |
| 11-16 | SDW  | Team SD Worx                       |
| 21-26 | MOV  | Movistar Team                      |
| 31-36 | TSF  | Trek-Segafredo                     |
| 41-46 | JVW  | Jumbo-Visma                        |
| 51-56 | CSR  | Canyon-SRAM Racing                 |
| 61-66 | FDJ  | FDJ Nouvelle Aquitaine Futuroscope |
| 71-76 | DSM  | Team DSM                           |
| 81-86 | TIB  | Team Tibco-Silicon Valley Bank     |

| N.      | Cod. | Squadra                         |
| ------- | ---- | ------------------------------- |
| 91-96   | ARK  | Arkéa Pro Cycling Team          |
| 101-106 | ASC  | Andy Schleck-CP NVST-Immo Losch |
| 111-116 | HPU  | Team Coop-Hitec Products        |
| 121-126 | NED  | Paesi Bassi                     |
| 131-136 | GER  | Germania                        |
| 141-146 | BEL  | Belgio                          |
| 151-156 |      | RSG Gießen Biehle               |
| 161-166 |      | Maxx-Solar Lindig               |

## Dettagli delle tappe

### 1ª tappa
- 25 maggio: Schmölln > Schmölln – 87,76 km

Risultati
| Pos. | Corridore      | Squadra  | Tempo    |
| ---- | -------------- | -------- | -------- |
| 1    | Emma Norsgaard | Movistar | 2h17'42" |
| 2    | Lucinda Brand  | Trek     | s.t.     |
| 3    | Lotte Kopecky  | Belgio   | s.t.     |

| Pos. | Corridore      | Squadra  | Tempo    |
| ---- | -------------- | -------- | -------- |
| 1    | Emma Norsgaard | Movistar | 2h17'32" |
| 2    | Lucinda Brand  | Trek     | a 4"     |
| 3    | Lotte Kopecky  | Belgio   | a 6"     |

### 2ª tappa
- 26 maggio: Gera > Gera – 124,1 km

Risultati
| Pos. | Corridore         | Squadra  | Tempo    |
| ---- | ----------------- | -------- | -------- |
| 1    | Lorena Wiebes     | DSM      | 3h24'12" |
| 2    | Emma Norsgaard    | Movistar | a 1"     |
| 3    | Christine Majerus | SD Worx  | s.t.     |

| Pos. | Corridore      | Squadra  | Tempo    |
| ---- | -------------- | -------- | -------- |
| 1    | Emma Norsgaard | Movistar | 5h41'36" |
| 2    | Lotte Kopecky  | Belgio   | a 10"    |
| 3    | Lucinda Brand  | Trek     | a 12"    |

### 3ª tappa
- 27 maggio: Schleiz > Schleiz – 116,2 km

Risultati
| Pos. | Corridore      | Squadra  | Tempo    |
| ---- | -------------- | -------- | -------- |
| 1    | Lucinda Brand  | Trek     | 3h18'52" |
| 2    | Emma Norsgaard | Movistar | a 2"     |
| 3    | Lotte Kopecky  | Belgio   | s.t.     |

| Pos. | Corridore      | Squadra  | Tempo    |
| ---- | -------------- | -------- | -------- |
| 1    | Emma Norsgaard | Movistar | 9h00'24" |
| 2    | Lucinda Brand  | Trek     | a 6"     |
| 3    | Lotte Kopecky  | Belgio   | a 12"    |

### 4ª tappa
- 28 aprile: Dörtendorf > Dörtendorf – 101,74 km

Risultati
| Pos. | Corridore     | Squadra | Tempo    |
| ---- | ------------- | ------- | -------- |
| 1    | Lotte Kopecky | Belgio  | 2h29'43" |
| 2    | Lucinda Brand | Trek    | s.t.     |
| 3    | Liane Lippert | DSM     | s.t.     |

| Pos. | Corridore      | Squadra  | Tempo     |
| ---- | -------------- | -------- | --------- |
| 1    | Lucinda Brand  | Trek     | 11h30'05" |
| 2    | Lotte Kopecky  | Belgio   | a 4"      |
| 3    | Emma Norsgaard | Movistar | a 8"      |

### 5ª tappa
- 29 maggio: Weimar > Weimar – 143,72 km

Risultati
| Pos. | Corridore      | Squadra  | Tempo    |
| ---- | -------------- | -------- | -------- |
| 1    | Lucinda Brand  | Trek     | 3h55'08" |
| 2    | Lorena Wiebes  | DSM      | a 6"     |
| 3    | Emma Norsgaard | Movistar | s.t.     |

| Pos. | Corridore      | Squadra  | Tempo     |
| ---- | -------------- | -------- | --------- |
| 1    | Lucinda Brand  | Trek     | 15h25'05" |
| 2    | Lotte Kopecky  | Belgio   | a 17"     |
| 3    | Emma Norsgaard | Movistar | a 18"     |

### 6ª tappa
- 30 maggio: Gotha > Gotha – 97,63 km

Risultati
| Pos. | Corridore     | Squadra | Tempo    |
| ---- | ------------- | ------- | -------- |
| 1    | Lorena Wiebes | DSM     | 2h28'28" |
| 2    | Lotte Kopecky | Belgio  | s.t.     |
| 3    | Emilia Fahlin | FDJ     | a 2"     |

| Pos. | Corridore      | Squadra  | Tempo     |
| ---- | -------------- | -------- | --------- |
| 1    | Lucinda Brand  | Trek     | 17h53'35" |
| 2    | Lotte Kopecky  | Belgio   | a 9"      |
| 3    | Emma Norsgaard | Movistar | a 18"     |

## Evoluzione delle classifiche
| Tappa              | Vincitore          | Classifica generale Maglia gialla | Classifica a punti Maglia rosa | Classifica scalatori Maglia verde | Classifica giovani Maglia rossa | Classifica a squadre |
| ------------------ | ------------------ | --------------------------------- | ------------------------------ | --------------------------------- | ------------------------------- | -------------------- |
| 1ª                 | Emma Norsgaard     | Emma Norsgaard                    | Emma Norsgaard                 | Liane Lippert                     | Emma Norsgaard                  | Trek-Segafredo       |
| 2ª                 | Lorena Wiebes      | Emma Norsgaard                    | Emma Norsgaard                 | Kathrin Hammes                    | Emma Norsgaard                  | Trek-Segafredo       |
| 3ª                 | Lucinda Brand      | Emma Norsgaard                    | Emma Norsgaard                 | Kathrin Hammes                    | Emma Norsgaard                  | Trek-Segafredo       |
| 4ª                 | Lotte Kopecky      | Lucinda Brand                     | Lotte Kopecky                  | Kathrin Hammes                    | Emma Norsgaard                  | Trek-Segafredo       |
| 5ª                 | Lucinda Brand      | Lucinda Brand                     | Lucinda Brand                  | Kathrin Hammes                    | Emma Norsgaard                  | Trek-Segafredo       |
| 6ª                 | Lorena Wiebes      | Lucinda Brand                     | Lotte Kopecky                  | Kathrin Hammes                    | Emma Norsgaard                  | Trek-Segafredo       |
| Classifiche finali | Classifiche finali | Lucinda Brand                     | Lotte Kopecky                  | Kathrin Hammes                    | Emma Norsgaard                  | Trek-Segafredo       |

Maglie indossate da altri ciclisti in caso di due o più maglie vinte
- Nella 2ª tappa Anna Henderson ha indossato la maglia rosa al posto di Emma Norsgaard.
- Nella 2ª e 3ª tappa Lorena Wiebes ha indossato la maglia rossa al posto di Emma Norsgaard.
- Nella 3ª e 4ª tappa Lotte Kopecky ha indossato la maglia rosa al posto di Emma Norsgaard.
- Nella 4ª e 6ª tappa Léa Curinier ha indossato la maglia rossa al posto di Emma Norsgaard.
- Nella 6ª tappa Emma Norsgaard ha indossato la maglia rosa al posto di Lucinda Brand.

## Classifiche finali

### Classifica generale - Maglia gialla
| Pos. | Corridore         | Squadra  | Tempo     |
| ---- | ----------------- | -------- | --------- |
| 1    | Lucinda Brand     | Trek     | 17h53'35" |
| 2    | Lotte Kopecky     | Belgio   | a 9'      |
| 3    | Emma Norsgaard    | Movistar | a 18"     |
| 4    | Liane Lippert     | DSM      | a 40"     |
| 5    | Emilia Fahlin     | FDJ      | a 42"     |
| 6    | Amy Pieters       | SD Worx  | a 50"     |
| 7    | Tiffany Cromwell  | Canyon   | a 1'03"   |
| 8    | Christine Majerus | SD Worx  | a 1'19"   |
| 9    | Elizabeth Deignan | Trek     | a 1'26"   |
| 10   | Valerie Demey     | Belgio   | a 1'28"   |

### Classifica a punti - Maglia rosa
| Pos. | Corridore      | Squadra  | Punti |
| ---- | -------------- | -------- | ----- |
| 1    | Lotte Kopecky  | Belgio   | 23    |
| 2    | Lucinda Brand  | Trek     | 19    |
| 3    | Emma Norsgaard | Movistar | 19    |
| 4    | Lorena Wiebes  | DSM      | 15    |
| 5    | Amy Pieters    | SD Worx  | 9     |

### Classifica scalatori - Maglia verde
| Pos. | Corridore      | Squadra   | Punti |
| ---- | -------------- | --------- | ----- |
| 1    | Kathrin Hammes | Ceratizit | 26    |
| 2    | Liane Lippert  | DSM       | 16    |
| 3    | Ella Harris    | Canyon    | 12    |
| 4    | Amy Pieters    | SD Worx   | 11    |
| 5    | Lisa Klein     | Canyon    | 10    |

### Classifica giovani - Maglia rossa
| Pos. | Corridore          | Squadra  | Punti     |
| ---- | ------------------ | -------- | --------- |
| 1    | Emma Norsgaard     | Movistar | 17h53'53" |
| 2    | Léa Curinier       | Arkéa    | a 2'24"   |
| 3    | Hannah Ludwig      | Canyon   | a 3'30"   |
| 4    | Neve Bradbury      | Canyon   | a 7'02"   |
| 5    | Anne Dorthe Ysland | Coop     | a 7'26"   |

### Classifica a squadre
| Pos. | Squadra            | Tempo     |
| ---- | ------------------ | --------- |
| 1    | Trek-Segafredo     | 57h46'18" |
| 2    | Team SD Worx       | a 1'16"   |
| 3    | Canyon-SRAM Racing | a 1'18"   |
| 4    | Belgio             | a 5'35"   |
| 5    | Team DSM           | a 7'34"   |